# The Social Network
The Social Network (Mạng Xã hội) là một bộ phim tâm lý do Mỹ sản xuất năm 2010, nói về sự hình thành của mạng xã hội Facebook. Kịch bản được viết bởi biên kịch Aaron Sorkin dựa trên quyển sách The Accidental Billionaires của Ben Mezrich và đạo diễn bởi David Fincher, với sự tham gia diễn xuất của Jesse Eisenberg trong vai Mark Zuckerberg, cùng với Andrew Garfield và Justin Timberlake.
Dù bị chỉ trích là thiếu chính xác về cá nhân Mark Zuckerberg cũng như quá trình thành lập Facebook, bộ phim được đánh giá rất cao về mọi mặt: đạo diễn, diễn xuất, dựng phim và đặc biệt là kịch bản. Bộ phim đã giành giải cho phim hay nhất ở thể loại Drama và giải đạo diễn xuất sắc nhất, kịch bản hay nhất, và âm nhạc hay nhất tại lễ trao giải Quả cầu vàng lần thứ 68. Ở giải Oscar lần thứ 83, phim giành ba giải Biên kịch, Dựng phim và Nhạc nền xuất sắc nhất.

## Nội dung
Mở đầu phim, cậu sinh viên đại học Harvard Mark Zuckerberg (Jesse Eisenberg thủ vai) bị bạn hẹn Erica Albright (Rooney Mara) chia tay. Cậu ta trở về phòng, uống say và viết blog nói xấu cô gái. Lúc đó Mark nảy ra ý tưởng hình thành một trang web tên Facemash, cho phép người truy cập xếp hạng nữ sinh trong trường theo mức độ hấp dẫn của họ. Trang web nhanh chóng quá tải khiến mạng nội bộ của Harvard bị tắc nghẽn. Hậu quả là Mark bị buộc thôi học 6 tháng vì đột nhập hệ thống mạng của trường và làm sập mạng. Danh tiếng từ vụ Facemash khiến Mark được anh em sinh đôi Cameron và Tyler Winklevoss (đều do Armie Hammer thủ vai) và đối tác Divya Narendra (Max Minghella) chú ý. Họ đề nghị Mark làm lập trình viên cho một trang web có tên Harvard Connection, dành riêng cho những ai sở hữu email "cao cấp" @harvard.edu.
Mark đến gặp người bạn thân Eduardo Saverin (Andrew Garfield) và kể về ý tưởng thành lập "Thefacebook", mạng xã hội cho sinh viên Harvard. Eduardo đồng ý giúp Mark 1 000 đô-la để mở trang web, trở thành Giám đốc tài chính (CFO) của công ty với 30% cổ phần trong khi Mark làm Giám đốc điều hành (CEO) với 70%. Nhờ sự quen biết của Eduardo trong câu lạc bộ Phoenix S-K, Thefacebook nhanh chóng phổ biến trong giới sinh viên. Lúc này anh em nhà Winklevoss bắt đầu nhận ra Mark đang vượt mặt họ nhưng chưa phản ứng.
Trong một buổi thuyết trình, Mark và Eduardo gặp hai nữ sinh Harvard là Christy Lee (Brenda Song) và Alice (Malese Jow). Họ đi cùng hai cô gái đến một quán bar, tại đó Mark gặp lại Erica - lúc bấy giờ vẫn chưa biết đến Thefacebook vì cô đang học ở trường khác. Việc này khiến Mark quyết định mở rộng trang web đến các trường đại học khác trên nước Mỹ. Anh em nhà Winklevoss nhận thấy cần phải kiện Mark để ngăn chặn sự sụp đổ ý tưởng của họ. Nhờ ảnh hưởng của cha, họ gặp hiệu trưởng trường Harvard lúc đó là Larry Summers (Douglas Urbanski), nhưng ông ta nhanh chóng mất cảm tình với họ cũng như không thấy ra giá trị của Thefacebook nên lờ đi vụ việc.
Nhờ Christy (giờ đã là bạn gái của Eduardo), Mark và Eduardo hẹn gặp với nhà sáng lập trang chia sẻ nhạc trực tuyến Napster Sean Parker (Justin Timberlake). Trong khi Eduardo lo ngại về quá khứ "ăn chơi" cũng như năng lực của người này thì Mark lại bị hấp dẫn bởi viễn cảnh mà Sean vẽ ra rất giống những gì cậu thực sự mơ tới. Sau cuộc gặp, chính Sean đã đề nghị bỏ chữ "The" trong Thefacebook để trở thành Facebook như ngày nay.
Theo lời khuyên của Sean, Mark dời công ty đến Palo Alto (California) trong khi Eduardo ở New York tìm kiếm người đăng quảng cáo lên trang web. Trong một lần nói chuyện, Sean khuyên Mark đừng vội bán Facebook mà hãy giữ cổ phần cho đến khi Facebook phát triển thật vững vàng. Sean cũng hứa sẽ đưa Facebook vượt ra ngoài biên giới nước Mỹ, Mark mời Sean đến trụ sở công ty cùng làm việc.
Sau khi tham dự giải đua thuyền Henley Royal Regatta trên sông Thames (Luân Đôn), anh em Winklevoss phát hiện Facebook đã vươn đến rất nhiều trường đại học ở Anh. Họ và Divya Narendra quyết định đâm đơn kiện Mark vì ăn cắp sở hữu trí tuệ. Eduardo trở về trụ sở Facebook sau chuyến đi không thành công ở New York và thấy Sean đang cùng tiếp quản công việc trong công ty. Anh cãi nhau với Mark vì bất đồng trong định hướng thương mại hóa Facebook. Trong cơn tức giận, Eduardo đã đóng băng tài khoản ngân hàng của Facebook rồi về nhà. Đến nơi, Christy ghen với Eduardo vì anh vẫn để trạng thái trên trang Facebook là "single", không tin rằng CFO của Facebook lại không biết cách đổi trạng thái trên Facebook. Cô đốt chiếc khăn quàng anh tặng, đúng lúc đó Mark gọi điện trách Eduardo vì suýt làm tê liệt Facebook nhưng sự việc không diễn ra vì giờ đây họ được ký quỹ 500 000 đô-la từ nhà đầu tư Peter Thiel (Wallace Langham). Mark thuyết phục Eduardo trở lại công ty, còn Eduardo tuyên bố chia tay Christy.
Eduardo ký thỏa thuận tái cấu trúc lại Facebook mà không biết rằng thỏa thuận đó sẽ gạt anh ra khỏi công ty. Sau khi biết cổ phần của mình giảm từ 30% xuống còn 0,03% trong khi những người khác không thay đổi cũng như bị xóa tên khỏi danh sách sáng lập Facebook, Eduardo đe dọa kiện Mark để "đòi lại tất cả". Trong buổi ăn mừng Facebook đạt mốc 1 triệu người dùng, Sean cùng một số nhân viên tập sự của Facebook bị bắt vì tàng trữ thuốc phiện. Sean gọi điện cho Mark nói rằng anh không làm gì ảnh hưởng xấu đến uy tín công ty nhưng Mark chỉ nói "Về nhà đi".
Mạch phim xen kẽ bởi hai cuộc điều trần chống lại Mark, một của anh em Winklevoss kiện Mark ăn cắp ý tưởng, một của Eduardo đòi lại quyền sở hữu Facebook. Trong cảnh cuối phim, sau khi buổi điều trần kết thúc, còn một mình Mark ngồi lại trong căn phòng, cô đơn, không người bạn nào bên cạnh. Anh gửi yêu cầu kết bạn với bạn gái cũ Erica trên Facebook, chờ đợi cho đến khi cô trả lời.
Chú thích ở cuối phim cho biết Cameron và Tyler Winklevoss nhận khoản tiền 65 triệu đô-la trong một thỏa thuận không được tiết lộ chi tiết; Eduardo Saverin nhận một phần giá trị không được tiết lộ cũng như được khôi phục lại vị trí đồng sáng lập Facebook; Facebook đạt 500 triệu người dùng ở 207 nước với giá trị lên đến 25 tỷ đô-la; Mark Zuckerberg là tỉ phú trẻ tuổi nhất thế giới.

## Phân vai
- Jesse Eisenberg vai Mark Zuckerberg
- Andrew Garfield vai Eduardo Saverin
- Justin Timberlake vai Sean Parker
- Armie Hammer vai Cameron Winklevoss và Tyler Winklevoss
- Josh Pence vai Tyler Winklevoss (đóng thế cho Armie Hammer)
- Max Minghella vai Divya Narendra
- Rooney Mara vai Erica Albright
- Brenda Song vai Christy Lee

## Đón nhận

### Doanh thu
Phim đứng đầu doanh thu phòng vé ở Mỹ trong tuần đầu tiên khởi chiếu với 22,4 triệu đô-la. Tính đến tháng 8/2011, phim thu về tổng cộng hơn 224 triệu đô-la trên toàn thế giới.

### Giới phê bình
The Social Network nhận được sự tôn vinh rộng khắp của giới phê bình phim, nằm trong Top 10 phim hay nhất năm 2010 của 78 nhà phê bình, trong đó 22 lần đứng vị trí số 1. Trang Rotten Tomatoes ghi nhận 96% đánh giá tích cực của các nhà phê bình dành cho bộ phim. Điểm trên trang web tổng hợp ý kiến của các nhà phê bình hàngng đầu Metacritic là 95, điểm số cao nhất năm 2010 của trang này. Nhận xét chung của giới phê binh: "Kịch bản hoàn hảo, chỉ đạo tuyệt mỹ cộng với diễn xuất tinh tế. Ví dụ điển hình của nghệ thuật làm phim hiện đại ở trình độ đỉnh cao."